# 彩斑蛇鰻
彩斑蛇鰻，為輻鰭魚綱鰻鱺目糯鰻亞目蛇鰻科的其中一種，分布於中東太平洋的東加海域，棲息深度391-421公尺，體長可達14.2公分，棲息在底層海域，屬肉食性，生活習性不明。

## 擴展閱讀
維基物種上的相關：彩斑蛇鰻